# Deportivo Riestra
Deportivo Riestra Asociación de Fomento Barrio Colón – argentyński klub piłkarski z siedzibą we Flores, dzielnicy Buenos Aires.

## Osiągnięcia
- Mistrz IV ligi argentyńskiej (Primera D): 1953

## Historia
Klub Deportivo Riestra założony został 22 lutego 1931, a w 1946 przystąpił do rozgrywek organizowanych przez AFA. Obecnie klub występuje w najwyższym szczeblu ligowym w Argentynie.